# Danglas
Danglas ist eine philippinische Stadtgemeinde in der Provinz Abra. Sie hat 4192 Einwohner (Zensus 2015).

## Baranggays
Danglas ist politisch unterteilt in sieben Baranggays.
| - Abaquid - Cabaruan - Caupasan (Pob.) | - Danglas - Nagaparan | - Padangitan - Pangal |